# Юнусов, Абдужалил Мажитович
Абдужалил Мажитович Юнусов (4 декабря 1953; с. Кызыл-Джылдыз, Таласская область, Манасский район, Кыргызстан) — киргизский дзюдоист, самбист, тренер национальной сборной Кыргызской Республики по дзюдо. Мастер спорта СССР по дзюдо, Мастер спорта международного класса СССР. Чемпион Спартакиады народов СССР (1983), четырёхкратный призёр первенства СССР, 13-кратный чемпион Кыргызской Республики. Участник Чемпионата СССР и Чемпионата Вооружённых Сил СССР, а также многих других всесоюзных и международных соревнований. Заслуженный тренер Кыргызстана.
Признан[кем?] лучшим дзюдоистом Кыргызстана XX века.

## Биография
Родился 4 декабря 1953 года в селе Кызыл-Джылдыз Таласской области Манасского района Киргизской ССР.
В 1973 году окончил Фрунзенский строительный техникум по специальности промышленного гражданского строительства.
В этом же 1973 году Юнусов работал тренером-инструктором по борьбе дзюдо в ЦС ДСО «Алга», а с 1982 года им был окончен экономический факультет по специализации «Финансы и Кредит» Кыргызского государственного университета, после чего Юнусов начинает работать по специальности экономистом, бухгалтером и старшим инспектором в Министерстве плодоовощного хозяйства. С 1995 года Юнусов также работал директором ЧФ «Малика».

## Спортивные достижения
- Чемпионат СССР по самбо 1980 (90 кг, Фрунзе, Алга)[9].
- Победитель Спартакиады народов СССР, 3-кратный бронзовый призёр Чемпионата СССР[10][11].
- Четырёхкратный призёр Чемпионатов СССР по борьбе дзюдо (1977), (1978), (1980) (1983)[3].
- 13-кратный чемпион Киргизской ССР[3].
- Чемпионом VIII Спартакиады народов СССР по борьбе дзюдо (г. Москва 1983 г)[3].
- Чемпион ДСО «Профсоюзов» и Вооруженных Сил СССР[3].
- 7 дан Международной Федерации дзюдо[12] (2022).

### Звания
- Мастер спорта СССР по дзюдо.
- Мастер спорта международного класса СССР.

## Издательства
- M. Kh Imazov. Портреты современников. — изд-во "Ilim", 2005. — 184 с. — ISBN 978-5-8355-1426-7.
- Дунганская энциклопедия.— Илим, 2005.— 408с.— ISBN 978-5-8355-1435-9.